# سیلویو جوبلینا
سیلویو جوبلینا (انگلیسی: Silvio Giobellina؛ زادهٔ ۲۸ فوریهٔ ۱۹۵۴)از برندگان مدال‌های بازی‌های المپیک اهل سوئیس است.